# Atriplex polycarpa
Atriplex polycarpa là loài thực vật có hoa thuộc họ Dền. Loài này được (Torr.) S.Watson mô tả khoa học đầu tiên năm 1874.